# Patiscus brevipennis
Patiscus brevipennis är en insektsart som beskrevs av Lucien Chopard 1969. Patiscus brevipennis ingår i släktet Patiscus och familjen syrsor. Inga underarter finns listade i Catalogue of Life.